# Сварка в Лукашах
«Сварка в Лукашах» — радянський кольоровий художній фільм, знятий на кіностудії «Ленфільм» в 1959 році режисером Максимом Руфом. В основу фільму було покладено написане Віктором Курочкіним оповідання «Суперниці», яке він подав як залікове на першій навчальній сесії Літературного інституту в 1954 році. Прем'єра фільму «Сварка в Лукашах» відбулася 19 грудня 1959 року; фільм став одним з лідерів радянського кінопрокату 1960 року, його подивилися 29 500 000 глядачів.

## Сюжет
У фільмі розповідається про жителів села Лукаші, де весь час щось ламається, тому що в механізатора Віктора Туза не лежить душа до техніки й полагодити щось він не може, а мріє бути артистом. Колгоспники лаються, але іншого техніка тут немає. Якось у село повертається з армії Костя Ласточкін. Ось для нього якраз ремонт не становить жодних труднощів. У Лукашах Костя зустрічає своє юнацьке кохання Лізу — пустотливу дівчину, ледачу та легковажну, яка мріє перебратися в місто. Він єдиний не помічає вад Лізи. Не бачить він і того, що в нього закохана інша дівчина — скромна Катя. Батько Лізи — голова колгоспу Петро Трофімов — спочатку радів, що в Лукашах з'явився вмілий механізатор. Але вимоги невгамовного Кості, що прагне змінити в колгоспі життя на краще, поступово набридли йому. Стосунки Трофімова й Ласточкіна зіпсувалися, не стало жодного питання, яке вони могли б вирішити миром. У будь-якій суперечці в кожного з них знаходилися свої прихильники і якось справа мало не дійшла до бійки. Але суперечка закінчилася миром — голова нарешті зрозумів, що не мав рації.

## У ролях
- Кирило Лавров —  Костянтин (Костя) Андрійович Ласточкін, демобілізований лейтенант, син Степаниди
- Валентина Телегіна —  Степанида Саввічна, мати Кості
- Сергій Плотников —  Петро Тадейович Трофімов, голова колгоспу, батько Лізи
- Галина Теплинська —  Єлизавета (Ліза) Петрівна Трофімова, дочка голови колгоспу, колишня кохана Кості
- Віра Кузнецова —  Трофімова, дружина Трофімова, мати Лізи
- Леонід Биков —  Віктор Терентійович Туз, наречений Уляни, поганий механік і хороший музикант
- Інга Будкевич —  Уляна Панкратівна Котова, наречена Туза, завідуюча фермою
- Галина Васильєва —  Катя, доярка
- Павло Волков —  Іван Митрофанович Копилов, парторг, друг Трофімова
- Віра Бурлакова —  дружина Копилова
- Борис Рижухін —  Матвій Савелійович Кожин, колгоспник
- Олександр Блінов —  Шурка, тракторист
- Любов Малиновська —  Ксенія, доярка
- Віра Титова —  Антоніна, доярка
- Георгій Гумільовський —  Діоген, поромник
- Борис Юрченко —  Вася Сучков, тракторист
- Олександра Денисова —  тітка Настя
- Віктор Терехов —  Васін, голова колгоспу «Комунар»
- Юрій Соловйов —  тракторист, який виступає на зборах
- Валентин Маклашин —  колгоспник на зборах
- А. Квасова —  епізод
- Кіра Крейліс-Петрова —  член правління колгоспу, учасниця зборів
- Лев Степанов —  «малосвідомий» колгоспник
- Олег Хроменков —  учасник зборів в тільняшці

## Знімальна група
- Автор сценарію —  Віктор Курочкін
- Режисер-постановник —  Максим Руф
- Головний оператор —  Сергій Іванов
- Художник —  Борис Бурмістров
- Режисер —  Вадим Терентьєв
- Композитор —  Валентин Левашов
- Звукооператор — Борис Хуторянський
- Текст пісень —  Валентин Левашов,  Василь Пухначов
- Монтаж —  Марія Пен
- Оркестр Ленінградського академічного малого оперного театру 
 Диригент —  Карл Еліасберг
- Директор картини — Микола Семенов